# Список умерших в 981 году
В этой статье представлен список известных людей, умерших в 981 году.
- См. также: Категория:Умершие в 981 году

## Март
- март — Пандульф І — князь Беневенто и князь Капуи с 943 или 944 года, герцог Сполето с 967 года, князь Салерно с 977 или 978 года; правитель, сыгравший важную роль в борьбе с сарацинами и византийцами за контроль над Южной Италией

## Июнь
- 20 июня — Адальберт Магдебургский — первый архиепископ Магдебургский, миссионер, историк, первый христианский епископ, побывавший на Руси

## Июль
- 8 июля — Рамиро Гарсес — король Вигеры (970—981)
- 10 июля — Халиб — военачальник на службе правителей Кордовского халифата

## Август
- 8 августа — Кёнджон — 5-й правитель корейского государства Корё (975—981)

## Точная дата смерти неизвестна
- Аль-Джассас — исламский богослов, правовед ханафитской школы.
- Ахмад I ибн Мухаммед — ширваншах (956—981)
- Виггер I — маркграф Цайца с 965 года, фогт Дрюбека, фогт Цайцского епископства, граф Ватергау, Вайтагау и Духарингау
- Хоэль I — герцог Бретани и граф Нанта (958—981) из Нантского дома